# 哈阿菲瓦島

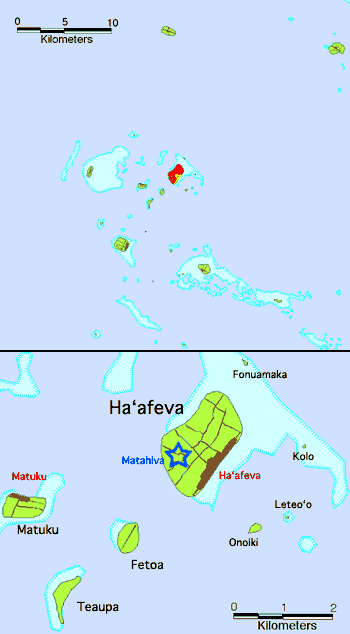
哈阿菲瓦島在哈派群島的位置

哈阿菲瓦島是太平洋島國湯加的島嶼，屬於哈派群島的一部分，位於主島湯加塔布島以北約130公里，長2公里、寬1公里，面積約1.81平方公里，人口約260。
20°0′S 174°39′W / 20.000°S 174.650°W